# Vlag van Morona-Santiago

Vlag van Morona-Santiago

De vlag van Morona-Santiago bestaat uit twee horizontale banden in de kleurencombinatie geel-groen, die de rijkdom en vruchtbaarheid van de grond symboliseren.

Vlag van Morona-Santiago volgens Smith

Volgens Spectrum Vlaggenboek meldt dat de vlag bestaat uit twee horizontale banden in de kleurencombinatie groen-geel. Deze vlag staat ondersteboven.